# Chenay-le-Châtel
Chenay-le-Châtel is een gemeente in het Franse departement Saône-et-Loire (regio Bourgogne-Franche-Comté) en telt 386 inwoners (1999). De plaats maakt deel uit van het arrondissement Charolles.

## Geografie
De oppervlakte van Chenay-le-Châtel bedraagt 31,1 km², de bevolkingsdichtheid is 12,4 inwoners per km².
De onderstaande kaart toont de ligging van Chenay-le-Châtel met de belangrijkste infrastructuur en aangrenzende gemeenten.

## Demografie
Onderstaande figuur toont het verloop van het inwonertal (bron: INSEE-tellingen).